# 課長王子
『課長王子』（かちょうおうじ）は、AIC制作の日本のテレビアニメ。1999年7月8日から10月7日までWOWOWで放送された。全13話。2008年6月から8月まで、チャンネルNECOで再放送された。また、漫画雑誌「AICコミックLOVE」にて田丸浩史が『課長王子外伝』のタイトルで漫画版を連載していた。

## ストーリー
元ギタリストのしがないサラリーマンが、宇宙戦争で重要な存在になってしまう物語。本筋は夢破れた元ミュージシャンが自信を取り戻すまでを描いたヒューマンドラマである。
なお、ストーリー、設定には没となったものがかなりあり、その様子が『課長王子外伝』の単行本巻末に描かれている。一例を挙げるとレイラらに敵対する組織の名称が有名なヘヴィメタルバンドをもじった「ジューダイス・プリースト」になっていた、など。『外伝』本編のプロローグにもこの名称は使われている。

## 登場人物
田中王児
声 - 石井康嗣
都内在住（社宅）で下目黒商事に勤めるしがないサラリーマン。役職は課長補佐。かつては伝説のハードロックバンド「ブラックヘブン」のギタリスト「ガブリエル田中」として活躍していたが、一発大ヒットした後は大したヒットも出ず解散。結婚後は妻に愛器であるフライングVを粗大ゴミとして捨てられるなど、不遇な毎日を送っていたが、レイラとの出会いで再びギターを手にするようになる。なお、愛器のフライングVは、王児の崇拝するマイケル・シェンカーの影響から。ピック代わりに十円玉（ギザ10）を使うのはブライアン・メイの影響と見られる。
漫画版でまともに演奏した曲は「商大節」（田丸浩史の出身大学である大阪商業大学の唱歌）しかない。
レイラ
声 - 山田美穂
下目黒商事の派遣秘書として突如王児の前に現れた謎の美女。王児の過去を知っており、再び彼にギターを執らせる。
漫画版の外伝では後半からほぼ主役となり、王児の給料を気づかずに拾って使い込んでしまったことをきっかけに、様々な苦難に巻き込まれ、挙句の果てには警察に逮捕され服役までしてしまう。また、同漫画内では「米国製のチョコレートはうんこ臭い」という暴言を吐くなど、アニメ版とは色々と異なる。
田中良子
声 - 荒木香恵
王児の妻。かつては「ブラックヘブン」のおっかけをしていたが、王児と結婚した後は現実主義となってしまい、王児がバンド時代に使用していた機材やギターを勝手に処分したりしている。
田中弦
声 - 愛河里花子
田中夫妻の息子。ヤンチャ盛りで、テレビ番組「UFO戦隊フライングV（ファイブ）」の大ファン。レイラを同番組に出てくるナカムラ総司令だと信じている。
漫画版ではなぜかデスヴォイスで歌うことでしか感情を表せない、不気味な子供になってしまっている。しかし後半では普通の子供に戻っている。
リンコ、エリコ、コトコ
声 - 川澄綾子（リンコ）、柳原みわ（エリコ）、榎本温子（コトコ）
レイラと同時期に、王児の前に突如現れた謎の3人組。駄洒落にちなんだ非常識な行動を取る。
漫画版ではことこ（アニメと違いひらがな表記）のみレイラと親しく、彼女の不幸な末路に大きく関わってしまっている。
フォーマルハウト
声 - 中田譲治
レイラ達の上司で司令官。レイラの婚約者でもある。王児に頼らざるを得ない状況に忸怩たる思いを抱いており、レイラが王児に肩入れしていることも相まって、王児に対して非好意的。
漫画版では厳格で堅物な上司っぷりを見せながらも、実は特大サイズのバイブレーターを所持していたり、自分の部屋のベッドのみ一昔前のラブホテルのベッドのような派手なものにしていたり、「『イカレポンチ』を逆から読むと『チンポレカイ』になる」と発言するなど、変態であることが明かされている。
ハミル
声 - 深見梨加
学究肌の冷徹な女性科学主任。王児のデータを採るためには、自ら色仕掛けで迫ることも辞さない。
アニメ本編では重要人物なのだが、漫画版では最終回に申しわけ程度にしか登場しない。
佐藤（ミカエル）
声 - 上田祐司
元「ブラックヘブン」メンバー。王児と同様、現在はサラリーマン。画面には登場しないが、乳幼児の子供がいる。
山田（ルカ）
声 - 宇垣秀成
元「ブラックヘブン」メンバー。中小不動産会社「リアル・エステート・ルカ」経営者。医者から注意されて禁酒中。最近やっと子供（娘）を授かったばかり。
鈴木（ラファエル）
声 - 石野竜三
元「ブラックヘブン」メンバー。昔ながらの八百屋「八百清」店主。店はスーパーに押されて売り上げ下降気味。メンバー最年少ながら、最も大きな子供（小学生男子）を持つ（彼のみ昭和40年代生まれで、王児ら他のメンバーは昭和30年代生まれ）。
渡辺（ヨセフ）
声 - 村井厚之
元「ブラックヘブン」メンバー。キーボード奏者として王児と並ぶ「ブラックヘブン」の支柱だった。「ブラックヘブン」解散後、唯一人、自分の音楽性を信じて渡米。
おでん屋のおやじ
声 - 井上和彦
王児の行きつけのおでん屋のおやじ。王児に様々なアドバイスを与える。
楽器屋のおやっさん
声 - 茶風林
王児の馴染みの楽器屋Vintage Guitarsの店主。
パン男
漫画版のみ登場。本名は不明で、パンチパーマであることからレイラが名づけた。レイラの住んでいるアパートの隣の部屋の住人で、隣人のレイラの相談に乗るなど見かけによらず義理人情に厚い好人物に思われたが、レイラに突然ピストルを貸し与えるというかなりの危険人物。『ラブやん』にも同じような人物が出てくるが同一人物ではない。
ジジイ
漫画版のみ登場。田丸作品には欠かすことのできない老人。本作では家庭内の諸問題でコンビニ強盗を企てるが、レイラ達に阻止される。しかし警察が来るとレイラに強盗の罪をなすり付けて逃げてしまう。

## スタッフ
- 企画・原案 - 林宏樹
- 監督 - 菊地康仁
- シリーズ構成 - 荒川稔久
- キャラクターデザイン - 中澤一登
- デザインワークス - 二村秀樹、笹嶋啓一
- メカニックデザイン - 村田護郎
- 楽器デザイン - 岩田幸大
- 美術監督 - 桑原悟
- 色彩設計 - 関美恵子
- 撮影監督 - 岡崎英夫
- 音響監督 - 田中一也
- 音楽 - 是永巧一
- 音楽プロデューサー - 上田耕行
- 編集 - 西重成
- プロデュース - 森尻和明
- プロデューサー - 井出美恵、井上博明、渡辺欽哉
- アニメーション制作 - AIC、A.P.P.P.
- 製作 - パイオニアLDC

## 主題歌
オープニングテーマ「CAUTIONARY WARNING」
歌・作詞・作曲・編曲 - ジョン・サイクス
エンディングテーマ「やっぱり女の方がいいや」
歌・作詞・作曲・編曲 - こなかりゆ

## 各話リスト
| 話数 | サブタイトル             | 脚本              | 絵コンテ | 演出                | 作画監督                                  | 放送日        |
| ---- | ------------------------ | ----------------- | -------- | ------------------- | ----------------------------------------- | ------------- |
| 1    | 天国への階段             | 荒川稔久          | 阿部雅司 | 阿部雅司            | 谷圭司                                    | 1999年 7月8日 |
| 2    | オールナイト･ロング      | 荒川稔久          | 久米一成 | 久米一成            | 津幡佳明                                  | 7月15日       |
| 3    | ホット･ハウス            | 山田光洋          | 中山岳洋 | 泉明宏 野中卓也     | しまだひであき                            | 7月22日       |
| 4    | スペース・チャイルド     | 荒川稔久          | KIKU     | 石崎すすむ 別所誠人 | 下司晃生、別所誠人 増谷三郎               | 7月29日       |
| 5    | 輝ける日々               | 大野木寛          | 阿部雅司 | 阿部雅司            | 津幡佳明                                  | 8月5日        |
| 6    | ウォーク・アウェイ       | 山田光洋 荒川稔久 | 久米一成 | 久米一成            | 谷圭司 山岸徹一                           | 8月19日       |
| 7    | イン・ニード             | 荒川稔久          | 中山岳洋 | 井之川慎太郎        | 寺沢伸介                                  | 8月26日       |
| 8    | オールライト・ナウ       | 大野木寛          | KIKU     | 秋山勝仁 別所誠人   | 中澤一登、泉明宏 奥田淳                   | 9月2日        |
| 9    | ひとりぼっちの世界       | あみやまさはる    | 小寺勝之 | 小寺勝之            | 津幡佳明                                  | 9月9日        |
| 10   | 幻の10年                 | 大野木寛          | 久米一成 | 久米一成            | 谷圭司 山岸徹一                           | 9月16日       |
| 11   | やりたい気持ち           | 荒川稔久          | 中山岳洋 | 清水隆之            | 津幡佳明                                  | 9月23日       |
| 12   | イントゥー・ジ・アリーナ | 大野木寛          | 小寺勝之 | 小林孝志 秋山勝仁   | KIKU                                      | 9月30日       |
| 13   | ジ・エンド               | 荒川稔久          | KIKU     | 久米一成            | 山岸徹一、津幡佳明 谷圭司、綾波マルチネス | 10月7日       |